# Come Into My Life (canção)
Come Into My Life (Entre em minha vida em português) é uma música dance cantada por Gala Rizzatto e escrito por esta em colaboração com Philip Carmen e Maurizio Andrea Molella. O single foi lançado nas rádios em 1997 e atingiu o topo das paradas no Brasil, na Itália, na Espanha e em Israel.

## Faixas
1. Come Into My Life (Edit Mix)  3:22
2. Come Into My Life (Molella and Phil Jay Mix)  5:17
3. Come Into My Life (Molella and Phil Jay Club) 5:09

## Desempenho nas paradas

### Posições de pico
| Parada (1997)                             | Melhor posição |
| ----------------------------------------- | -------------- |
| Bélgica (Ultratop 50 de Flandres)         | 6              |
| Bélgica (Ultratop 50 da Valônia)          | 4              |
| Finlândia (Suomen virallinen lista)       | 11             |
| França (SNEP)                             | 10             |
| Itália (FIMI)                             | 1              |
| Países Baixos (Dutch Top 40)              | 32             |
| Espanha (AFYVE)                           | 1              |
| Reino Unido (The Official Charts Company) | 38             |

### Paradas de fim de ano
| Parada de fim de ano (1997)      | Posição |
| -------------------------------- | ------- |
| Bélgica (Flandres) Singles Chart | 70      |
| Bélgica (Valônia) Singles Chart  | 39      |